# アリス・セギウス
アリス・セギウス（ラトビア語: Alise Dzeguze、1914年4月15日 - 1999年9月23日）は、ラトビア出身のフィギュアスケート選手（女子シングル）。1936年ガルミッシュ・パルテンキルヘンオリンピックラトビア代表。

## 主な戦績
| 大会/年      | 1935-36 |
| ------------ | ------- |
| オリンピック | 23      |